# الحركة الوطنية التقدمية
الحركة الوطنية التقدمية (بالإسبانية: Movimiento Nacional Progresista) هي حزب سياسي تقدمي في كولومبيا. وفي الانتخابات التشريعية التي جرت في 10 آذار / مارس 2002، فاز الحزب كواحد من الأحزاب الصغيرة العديدة المشاركة بالتمثيل البرلماني. شارك الحزب في الانتخابات النيابية لعام 2006 وفاز فيها بواحد من أصل 166 نائبًا ولم يحصل على أي عضو في مجلس الشيوخ. لم يكن للحزب أهمية تذكر في انتخابات 14 مارس 2010.